# Тетраборид празеодима
Тетраборид празеодима — бинарное неорганическое соединение
празеодима и бора
с формулой PrB4,
кристаллы.

## Получение
- Сплавление стехиометрических количеств чистых веществ:

{\displaystyle {\mathsf {Pr+4B\ {\xrightarrow {2350^{o}C}}\ PrB_{4}}}}

## Физические свойства
Тетраборид празеодима образует кристаллы
тетрагональной сингонии,
пространственная группа P 4/mbm,
параметры ячейки a = 0,7242 нм, c = 0,4119 нм, Z = 4,
структура типа тетраборида тория ThB4
.
Соединение образуется по перитектической реакции плавится при 2350°С.
При температуре 19,5 К в соединении происходит переход в антиферромагнитное состояние,
а при температуре 15,9 К — в ферромагнитное.